# Albo d'oro della Recopa Sudamericana

## Albo d'oro
In grassetto la squadra campione.
| Anno | Data         | Nazione   | Copa Libertadores | Supercopa Libertadores | Risultato       | Sede                                     |
| 1989 | 31 gennaio   | Uruguay   | Nacional          | Racing Club            | 1-0             | Montevideo - Stadio del Centenario       |
| 1989 | 6 febbraio   | Uruguay   | Nacional          | Racing Club            | 0-0             | Buenos Aires - Stadio José Amalfitani    |
| 1990 | 17 marzo     | Argentina | Atlético Nacional | Boca Juniors           | 1 - 0           | Miami - Miami Orange Bowl                |
| 1991 | -            | Paraguay  | Olimpia           | Olimpia                | Olimpia         | Olimpia                                  |
| 1992 | 19 aprile    | Cile      | Colo-Colo         | Cruzeiro               | 0 - 0 (5-4 dtr) | Kōbe, Kobe Universiade Memorial Stadium  |
| 1993 | 26 settembre | Brasile   | San Paolo         | Cruzeiro               | 0 - 0           | San Paolo - Stadio Morumbi               |
| 1993 | 29 settembre | Brasile   | San Paolo         | Cruzeiro               | 0 - 0 (4-2 dtr) | Belo Horizonte - Mineirão                |
| 1994 | 3 aprile     | Brasile   | San Paolo         | Botafogo               | 3 - 1           | Kōbe - Kobe Universiade Memorial Stadium |
| 1995 | 9 aprile     | Argentina | Vélez Sarsfield   | Independiente          | 1 - 0           | Tokyo - Stadio Olimpico                  |
| 1996 | 7 aprile     | Brasile   | Grêmio            | Independiente          | 4 - 1           | Kōbe - Kobe Universiade Memorial Stadium |
| 1997 | 13 aprile    | Argentina | River Plate       | Vélez Sarsfield        | 1 - 1 (4-2 dtr) | Kōbe - Kobe Universiade Memorial Stadium |
| 1998 | 3 agosto     | Brasile   | Cruzeiro          | River Plate            | 2 - 0           | Belo Horizonte - Mineirão                |
| 1998 | 23 settembre | Brasile   | Cruzeiro          | River Plate            | 3 - 0           | Buenos Aires - El Monumental             |

| Anno | Data         | Nazione   | Copa Libertadores | Coppa Sudamericana      | Risultato       | Sede                                           |
| 2003 | 12 luglio    | Paraguay  | Olimpia           | San Lorenzo             | 2 - 0           | Los Angeles - Los Angeles Memorial Coliseum    |
| 2004 | 7 settembre  | Perù      | Boca Juniors      | Cienciano               | 1 - 1 (4-2 dtr) | Fort Lauderdale - Lockhart Stadium             |
| 2005 | 24 agosto    | Argentina | Once Caldas       | Boca Juniors            | 3 - 1           | Buenos Aires - La Bombonera                    |
| 2005 | 31 agosto    | Argentina | Once Caldas       | Boca Juniors            | 1 - 2           | Manizales - Stadio Palogrande                  |
| 2006 | 7 settembre  | Argentina | San Paolo         | Boca Juniors            | 2 - 1           | Buenos Aires - La Bombonera                    |
| 2006 | 14 settembre | Argentina | San Paolo         | Boca Juniors            | 2 - 2           | San Paolo - Stadio Morumbi                     |
| 2007 | 31 maggio    | Brasile   | Internacional     | Pachuca                 | 1 - 2           | Pachuca - Stadio Hidalgo                       |
| 2007 | 7 giugno     | Brasile   | Internacional     | Pachuca                 | 4 - 0           | Porto Alegre - Stadio Beira-Rio                |
| 2008 | 13 agosto    | Argentina | Boca Juniors      | Arsenal Sarandí         | 3 - 1           | Avellaneda - Stadio Juan Domingo Perón         |
| 2008 | 27 agosto    | Argentina | Boca Juniors      | Arsenal Sarandí         | 2 - 2           | Buenos Aires - La Bombonera                    |
| 2009 | 25 giugno    | Ecuador   | LDU Quito         | Internacional           | 1 - 0           | Porto Alegre - Stadio Beira-Rio                |
| 2009 | 9 luglio     | Ecuador   | LDU Quito         | Internacional           | 3 - 0           | Quito - Stadio Rodrigo Paz Delgado             |
| 2010 | 25 agosto    | Ecuador   | Estudiantes (LP)  | LDU Quito               | 2 - 1           | Quito - Stadio Rodrigo Paz Delgado             |
| 2010 | 8 settembre  | Ecuador   | Estudiantes (LP)  | LDU Quito               | 0 - 0           | Quilmes - Stadio Centenario Ciudad de Quilmes  |
| 2011 | 10 agosto    | Brasile   | Internacional     | Independiente           | 1 - 2           | Avellaneda - Stadio Libertadores de América    |
| 2011 | 24 agosto    | Brasile   | Internacional     | Independiente           | 3 - 1           | Porto Alegre - Stadio Beira-Rio                |
| 2012 | 22 agosto    | Brasile   | Santos            | Universidad de Chile    | 0 - 0           | Santiago - Stadio nazionale del Cile           |
| 2012 | 26 settembre | Brasile   | Santos            | Universidad de Chile    | 2 - 0           | San Paolo - Stadio Pacaembu                    |
| 2013 | 3 luglio     | Brasile   | Corinthians       | San Paolo               | 2 - 1           | San Paolo - Stadio Morumbi                     |
| 2013 | 17 luglio    | Brasile   | Corinthians       | San Paolo               | 2 - 0           | San Paolo - Stadio Pacaembu                    |
| 2014 | 16 luglio    | Brasile   | Atlético Mineiro  | Lanús                   | 1 - 0           | Lanús - Stadio Città di Lanús                  |
| 2014 | 23 luglio    | Brasile   | Atlético Mineiro  | Lanús                   | 4 - 3 (dts)     | Belo Horizonte - Mineirão                      |
| 2015 | 6 febbraio   | Argentina | San Lorenzo       | River Plate             | 1 - 0           | Buenos Aires - El Monumental                   |
| 2015 | 11 febbraio  | Argentina | San Lorenzo       | River Plate             | 1 - 0           | Buenos Aires - Stadio Pedro Bidegain           |
| 2016 | 18 agosto    | Argentina | River Plate       | Santa Fe                | 0 - 0           | Bogotà - Stadio Nemesio Camacho                |
| 2016 | 25 agosto    | Argentina | River Plate       | Santa Fe                | 2 - 1           | Buenos Aires - El Monumental                   |
| 2017 | 4 aprile     | Colombia  | Atlético Nacional | Chapecoense             | 1 - 2           | Chapecó - Arena Condá                          |
| 2017 | 10 maggio    | Colombia  | Atlético Nacional | Chapecoense             | 4 - 1           | Medellín - Stadio Atanasio Girardot            |
| 2018 | 14 febbraio  | Brasile   | Grêmio            | Independiente           | 1 - 1           | Avellaneda - Stadio Libertadores de América    |
| 2018 | 21 febbraio  | Brasile   | Grêmio            | Independiente           | 0 - 0 (5-4 dtr) | Porto Alegre - Arena do Grêmio                 |
| 2019 | 22 maggio    | Argentina | River Plate       | Athl. Paranaense        | 0 - 1           | Curitiba - Arena da Baixada                    |
| 2019 | 30 maggio    | Argentina | River Plate       | Athl. Paranaense        | 3 - 0           | Buenos Aires - El Monumental                   |
| 2020 | 19 febbraio  | Brasile   | Flamengo          | Independiente del Valle | 2 - 2           | Quito - Stadio olimpico Atahualpa              |
| 2020 | 26 febbraio  | Brasile   | Flamengo          | Independiente del Valle | 3 - 0           | Rio de Janeiro - Maracanã                      |
| 2021 | 7 aprile     | Argentina | Palmeiras         | Defensa y Justicia      | 1 - 2           | Florencio Varela - Stadio Norberto Tomaghello  |
| 2021 | 14 aprile    | Argentina | Palmeiras         | Defensa y Justicia      | 2 - 1 (4-3 dtr) | Brasilia - Stadio nazionale Mané Garrincha     |
| 2022 | 23 febbraio  | Brasile   | Palmeiras         | Athl. Paranaense        | 2 - 2           | Curitiba - Arena da Baixada                    |
| 2022 | 2 marzo      | Brasile   | Palmeiras         | Athl. Paranaense        | 2 - 0           | San Paolo - Allianz Parque                     |
| 2023 | 22 febbraio  | Ecuador   | Flamengo          | Independiente del Valle | 0 - 1           | Quito - Estadio Banco Guayaquil                |
| 2023 | 1 marzo      | Ecuador   | Flamengo          | Independiente del Valle | 1 - 0 (4-5 dtr) | Rio de Janeiro - Maracanã                      |
| 2024 | 23 febbraio  | Brasile   | Fluminense        | LDU Quito               | 0 - 1           | Quito - Stadio Rodrigo Paz Delgado             |
| 2024 | 1 marzo      | Brasile   | Fluminense        | LDU Quito               | 2 - 0           | Rio de Janeiro - Maracanã                      |
| 2025 | 20 febbraio  | Argentina | Botafogo          | Racing Club             | 2 - 0           | Avellaneda - Stadio Presidente Perón           |
| 2025 | 27 febbraio  | Argentina | Botafogo          | Racing Club             | 0 - 2           | Rio de Janeiro - Stadio olimpico Nilton Santos |

### Vittorie per squadra
| Squadra                 | Vittorie | Finali perse | Edizioni vinte         | Edizioni perse   |
| ----------------------- | -------- | ------------ | ---------------------- | ---------------- |
| Boca Juniors            | 4        | 1            | 1990, 2005, 2006, 2008 | 2004             |
| River Plate             | 3        | 2            | 2015, 2016, 2017       | 1997, 1998       |
| Grêmio                  | 2        | -            | 1996, 2018             |                  |
| Internacional           | 2        | 1            | 2007, 2011             | 2009             |
| LDU Quito               | 2        | 1            | 2009, 2010             | 2024             |
| Olimpia                 | 2        | -            | 1991, 2003             |                  |
| San Paolo               | 2        | 2            | 1993, 1994             | 2006, 2013       |
| Atlético Mineiro        | 1        | -            | 2014                   |                  |
| Atlético Nacional       | 1        | 1            | 2017                   | 1990             |
| Cienciano               | 1        | -            | 2004                   |                  |
| Colo-Colo               | 1        | -            | 1992                   |                  |
| Corinthians             | 1        | -            | 2013                   |                  |
| Cruzeiro                | 1        | 2            | 1998                   | 1992, 1993       |
| Defensa y Justicia      | 1        | -            | 2021                   |                  |
| Flamengo                | 1        | 1            | 2020                   | 2023             |
| Fluminense              | 1        | -            | 2024                   |                  |
| Independiente           | 1        | 3            | 1995                   | 1996, 2011, 2018 |
| Independiente del Valle | 1        | 1            | 2023                   | 2020             |
| Nacional                | 1        | -            | 1989                   |                  |
| Palmeiras               | 1        | 1            | 2022                   | 2021             |
| Racing Club             | 1        | -            | 2025                   |                  |
| Santos                  | 1        | -            | 2012                   |                  |
| Vélez Sarsfield         | 1        | 1            | 1997                   | 1995             |

### Vittorie per nazione
| Nazione   | Vittorie | Finali perse | Squadre vincitrici | Finali perse |
| --------- | -------- | ------------ | --- | --- |
| Brasile   | 13       | 11           | San Paolo (2), Internacional (2), Grêmio (2), Cruzeiro (1), Santos (1), Corinthians (1), Atlético Mineiro (1), Flamengo (1), Palmeiras (1), Fluminense (1) | Cruzeiro (2), San Paolo (2), Athl. Paranaense (2), Internacional (1), Botafogo (1), Chapecoense (1), Palmeiras (1), Flamengo (1)                                  |
| Argentina | 11       | 13           | Boca Juniors (4), River Plate (3), Defensa y Justicia (1), Independiente (1), Racing Club (1), Vélez Sarsfield (1)                                         | Independiente (3), River Plate (2), San Lorenzo (2), Boca Juniors (1), Vélez Sarsfield (1), Racing Club (1), Arsenal Sarandí (1), Estudiantes (LP) (1), Lanús (1) |
| Ecuador   | 3        | 2            | LDU Quito (2), Independiente del Valle (1) | Independiente del Valle (1), LDU Quito (1) |
| Paraguay  | 2        | -            | Olimpia (2) | |
| Colombia  | 1        | 3            | Atlético Nacional (1) | Atlético Nacional (1), Once Caldas (1), Santa Fe (1) |
| Cile      | 1        | 1            | Colo-Colo (1) | Universidad de Chile (1) |
| Perù      | 1        | -            | Cienciano (1) | |
| Uruguay   | 1        | -            | Nacional (1) | |
| Messico   | -        | 1            | | Pachuca (1) |